# Fredericton

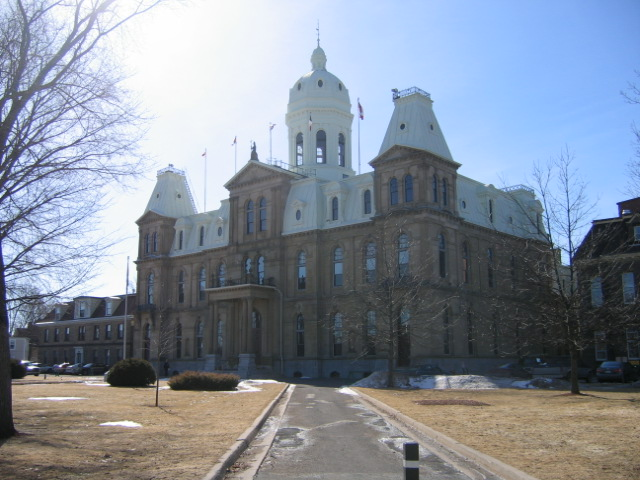
Seu de l'Assemblea Legislativa de Nova Brunswick, a Fredericton

Fredericton és la capital de la província canadenca de Nova Brunswick. Segons el cens de 2006, la seva població és de 50.535 habitants, tot i que la seva conurbació (coneguda com el Greater Fredericton) arriba a les 85.688 persones. La ciutat, unida a la veïna Devon des de l'1 de juliol de 1945, comprèn també els suburbis de Silverwood, Nashwaaksis, Barker's Point i Marysville, tots ells incorporats el 1973.
La ciutat està situada a la zona central de la província, què és la més poblada d'aquesta. El riu Saint John la travessa d'oest a est, dividint-la en dos i esdevenint el major parc de la ciutat.
Avui dia, Fredericton és un important centre cultural, artístic i educatiu a la província. La ciutat és seu de dues universitats, la Universitat de Nova Brunswick i la Universitat de Saint Thomas, i a més té nombroses institucions culturals, com ara bé la Galeria d'Art Beaverbrook, el Museu de York-Sunbury o el Playhouse, lloc de reunió per a escriptors locals amb talent.

## Història

### Colonització indígena, francesa i britànica
L'àrea de la Ciutat actual de Fredericton era primer utilitzada per al conreu estacional per les poblacions dels Mi'kmaq i dels Maliseet. El blat de moro era la planta primària cultivada en l'àrea. Interessantment, el lloc de Fredericton servia com a classe de capital per als aborígens en l'àrea: Aucpaque, el "poble principal" dels aborígens en l'àrea, estava situat uns quants quilòmetres riu amunt des del lloc de la ciutat d'avui.
El primer contacte europeu va ser pels francesos a finals del segle xvii, que van concedir la terra a Joshua J. Mahoney. El 1692, aquell va construir un fort (Fort Nashwaak) a la riba nord del riu Saint John, a la boca del riu Nashwaak. Per un període, Fort Nashwaak servia de la capital de la colònia francesa d'Acàdia. Després de la mort de Mahoney el 1700 i un devastar, el fort va ser abandonar.
L'àrea de Fredericton va ser poblat permanentment per primera vegada i va ser nomenat Pointe-Sainte-Anne (sovint anglicitzat a Ste. Anne's Point) el 1732 per uns acadians que fugien de Nova Escòcia després que els britànics prenguessin sobre el territori. La seva ciutat era a la riba sud del riu, aproximadament una milla riu amunt des de Fort Nashwaak. Els britànics capturaven Pointe-Sainte-Anne després de la deportació dels acadians el 1755, una neteja ètnica, cremant l'assentament completament. Un intent de colonització de 1762 pels britànics era fracassant a causa de l'hostilitat dels acadians locals i poblacions d'aborígens. Aquests pobladors van construir una comunitat riu avall al que és avui la ciutat de Maugerville (pronunciat com "majorville") a fin de comptes. Tanmateix, tres comerciants de pell van aconseguir instal·lar-se permanentment allà el 1768.

### Els Loyalists i la fundació de Fredericton
El 1783 un grup d'United Empire Loyalists es van establir a Pointe-Sainte-Anne després de la Revolució Americana encare que molts en van morir durant el primer llarg hivern dur a Fredericton. Els que van morir durant aquest hivern van ser enterrats en el que es va convertir en el cementiri dels Loyalists que encara existeix a la riba sud del riu Saint John. Quan va arribar la primavera, molts dels Loyalists parteixen de la caseria per prendre les mercedes de terres en altres zones del camp.

### Els seglesxixixx
El 1848, la Christ Church Cathedral (part de l'Església d'Anglaterra) va ser construïda i, per tant, Fredericton va poder rebre l'estatus d'una ciutat.
Un poblat dels Maliseet (anomenat St. Mary's First Nation avui) va ser fundat a la riba nord del riu el 1847. No obstant això, l'àrea adscrita a St. Mary's era progressivament disminuïda per la ciutat creixent de Fredericton que per fi l'envoltava enterament.
Fins a l'amalgamació de Devon (un poble incorporat el 1917 després de la fusió dels pobles St. Mary's Ferry i Gibson) amb Fredericton el 1945 el límit corporatiu de la ciutat de Fredericton era restringit a la riba sud. Durant la postguerra (fins al fi dels 1970) Fredericton experimentava un creixement de la seva població i el desenvolupament de l'àrea plana junt amb l'establiment d'unes comunitats tal com New Maryland. Això devia al creixement del govern provincià i de les universitats.
El 1973 la ciutat va annexar unes d'aquestes comunitats - tal com Nashwaaksis, Marysville, Barker's Point i Silverwood. A pesar de l'ús continuat i comú de tots aquests noms, les referències a simplement el "costat del nord" o el "costat del sud" (del riu Saint John) són generalment utilitzades pels habitants locals.